# HVG Hopfenverwertungsgenossenschaft
Die HVG Hopfenverwertungsgenossenschaft e.G. verarbeitet und vermarktet deutschen Hopfen.  

## Geschichte
Im Jahr 1953 wurde die HopfenverwertungsGenossenschaft Hallertau e.G.m.b.H. gegründet. Von 1954 bis 1968 wurden die regionalen Genossenschaften von Spalt, Hersbruck, Rottenburg-Herrenberg-Weil der Stadt und Rheinpfalz als Genossenschaftliche Hopfenverwertungs-Zentrale m.b.H zusammengefasst. Eine Beteiligung an dem Hopfenpulver-Hersteller Hopstabil GmbH folgte 1968.
Die HVG beteiligte sich 1981 an den Hopfenveredlung St. Johann in Train. 1982 wurde die HVG Hallertau Beteiligungsgesellschaft mit beschränkter Haftung gegründet, zum Erwerb von Hopfenverarbeitungsunternehmen und Beteiligung an der Hopfenveredlung HVG Barth, Raiser & Co.
Im Jahr 2000 schlossen sich regionale Genossenschaften aus der Hallertau, aus Elbe-Saale, Jura und Tettnang zur HVG Hopfenverwertungsgenossenschaft e.G. zusammen. Die HVG wurde auch Mitgesellschafter an einer 2012 eröffneten Biogasanlage bei Wolnzach, die mit Hopfenreben-Häcksel betrieben wird und Biogas für 5000 Haushalte erzeugt.
2020 wurde in Train die weltweit größte Hopfen-Extraktionsanlage der Hopfenveredlung St. Johann fertiggestellt, an der die HVG 40 % hält, neben dem Mitbewerber BarthHaas.
Der Sitz der HVG in Wolnzach befindet sich direkt neben dem Deutschen Hopfenmuseum; die HVG ist auch ein Sponsor des Museums.